# Merla ullclara
La merla ullclara (Turdus leucops) és un ocell de la família dels túrdids (Turdidae).

## Hàbitat i distribució
Habita la selva pluvial de Colòmbia, nord-oest, oest i sud de Veneçuela, oest de Guyana i l'extrem nord-oest del Brasil. Als Andes des de l'oest i est de l'Equador, cap al sud, a través del Perú fins al centre de Bolívia.